# Daintree
Daintree – miasto w Australii, w stanie Queensland.